# Abadía de Redon

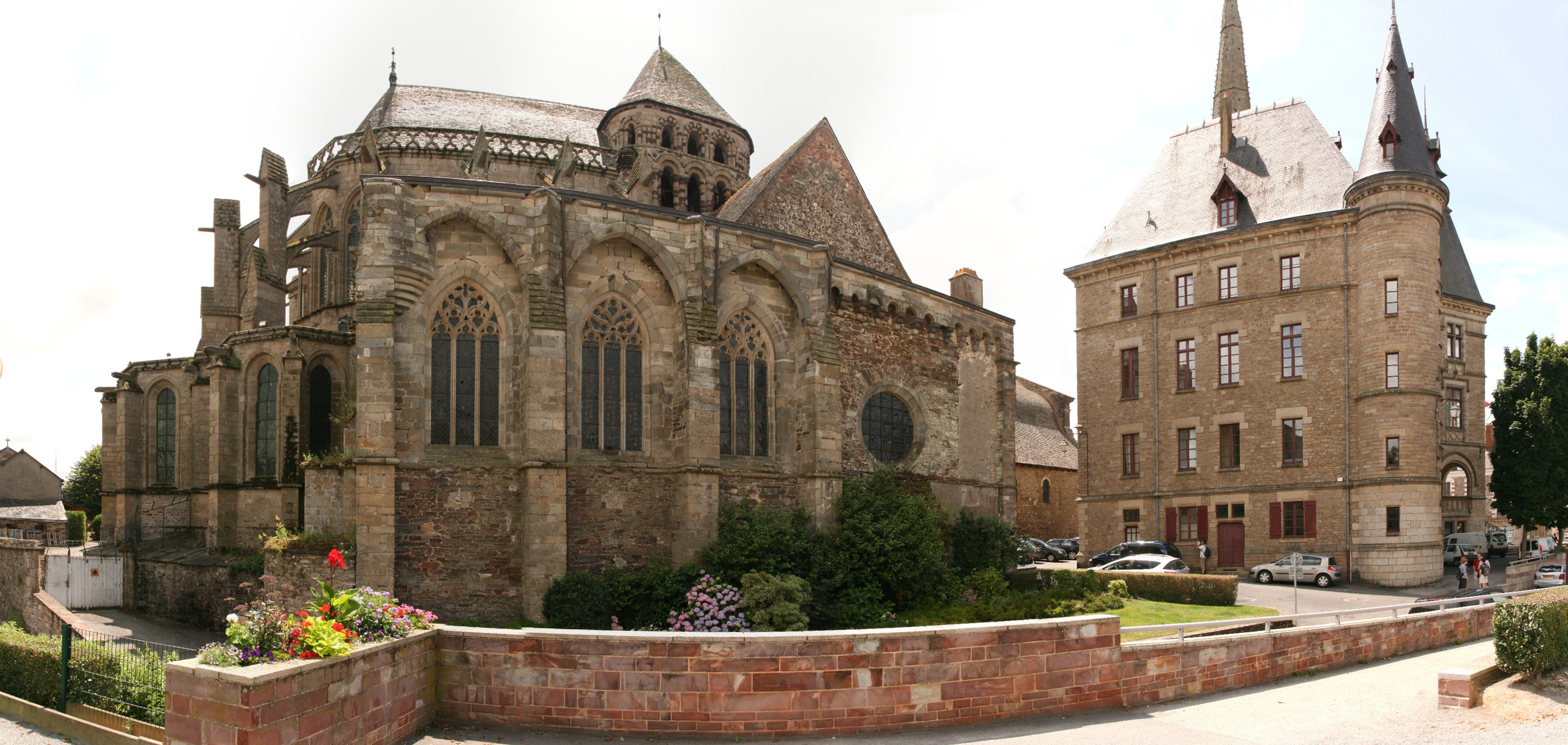
Iglesia abacial y monasterio (2009)

La abadía del Santo Salvador de Redon (en francés: Abbaye Saint-Sauveur de Redon), o solamente abadía de Redon, es una antigua abadía benedictina francesa fundada en 832 por San Convoión en Redon, en el punto donde el río Oust desemboca en el Vilaine, en la frontera entre Neustria y Bretaña, hoy en el actual departamento de Ille-et-Vilaine.

## Historia
En el año 832, Ratwili, un noble local, regaló a Convoión y a sus compañeros un terreno en una sombría colina (locus desertus) que domina la confluencia del Oust y el Vilaine, donde Convoión fundó un monasterio, dedicado al Santo Salvador, y se convirtió en su primer abad.
Tanto el conde Ricwin de Nantes como Raginarius (Rainer), obispo de Vannes, se negaron al principio a apoyar la nueva fundación, e influyeron en el emperador Luis el Piadoso en contra. Sin embargo, en el año 834 el nuevo monasterio obtuvo el patrocinio de Nominoe, princeps y más tarde primer duque de Bretaña, como lo demuestra su cédula, de la que fue testigo el obispo Raginarius, que al parecer había superado su oposición inicial. Tras la decidida intervención en favor de Convoión tanto de Ermor, obispo de Aleth, como de Félix, obispo de Quimper, el emperador Luis consintió en reconocer la nueva fundación, el 27 de noviembre de 834. En un diploma del año 850, Carlos el Calvo, sucesor de Luis, le concedió la inmunidad y confirmó su protección. Las relaciones de Convoión con el sucesor de Raginarius, el obispo Susannus de Vannes (838-848), fueron sin embargo aparentemente tensas, ya que Convoión lo denunció por su modo de vida ante el Papa. Fue el siguiente obispo, Courantgern (850-868), quien acabó por abolir la supervisión episcopal de la abadía a causa de las incursiones normandas, que hacían demasiado peligroso para los monjes viajar por tierra a Vannes para su ordenación.
Cuando el fundador, Ratwili, cayó enfermo, los monjes pudieron curarlo. En agradecimiento, envió a su hijo Liberio al monasterio como oblato y le hizo más donaciones de tierras. La abadía también recibió numerosas donaciones de los campesinos libres locales (machtierni), que, ciertamente, a menudo fueron impugnadas por sus parientes. Además, en las tierras francas al este del Vilaine, la abadía fue adquiriendo posesiones, que aumentaron mediante compras estratégicas de tierras. Algunos monasterios más pequeños parece que se pusieron bajo la autoridad de Redon, de forma más o menos voluntaria. En el año 870 ya había 25 monjes en la comunidad.
En 863, Salomón, duque de Bretaña, (857-874) donó a la abadía una finca en Plélan, donde Convoión construyó una iglesia y un monasterio, dedicado a San Maixent a partir de las reliquias milagrosas que allí se conservaban de San Majencio de Poitou (francés: Maixent).
En el año 867, Convoión dejó el cargo de abad por su avanzada edad y murió un año después, el 5 de enero de 868. Su sucesor fue Ritcant (867-871). Durante su mandato, Redon, al igual que toda la región alrededor de las desembocaduras del Loira y del Vilaine, sufrió mucho los ataques de los paganos normandos. En el año 852, la iglesia se libró de la destrucción sólo por un aparente milagro: los normandos remontaban el Loira en dos flotas, cuando se vieron obligados por una tormenta a refugiarse en la iglesia abandonada, donde encendieron las velas del altar y algunos bebieron el vino de la comunión. Los que bebieron el vino, deliraron y murieron, mientras que los que no lo habían bebido, sobrevivieron.
Los monjes de Redon finalmente se vieron obligados por las invasiones a retirarse en 921 a Auxerre y en 924 a Poitou, y no pudieron regresar a su propio monasterio hasta finales del siglo X.
La abadía alcanzó su apogeo a finales del siglo XI y el siglo XII, cuando gobernaba 27 prioratos y 12 parroquias en toda Bretaña, y era un popular destino de peregrinación.
Francisco I, duque de Bretaña sentía un especial cariño por Redon y deseaba ser enterrado en la abadía. En 1449, como muestra de su favor, solicitó al Papa Eugenio IV que Redon fuera la sede de una diócesis, con el abad como obispo, y el 10 de junio de 1449 se emitió una bula a tal efecto. Los obispos vecinos de Rennes, Vannes y Nantes, cuyos territorios se verían reducidos por la creación de la nueva diócesis, protestaron tanto, sin embargo, que el Papa revocó su decisión y emitió otra bula suprimiéndola, el 20 de diciembre de 1449. No obstante, Francisco I fue enterrado en la iglesia de la abadía tras su muerte, el 18 de julio de 1450.
En 1478 la abadía pasó al control de los abades comendadores, entre los que se encontraba el cardenal Richelieu, desde 1622. Fue suprimida en 1790 durante la Revolución Francesa.
En 1839 la propiedad fue adquirida por los Eudistas, que la transformaron en un colegio. En la actualidad es un colegio católico privado.

## Otros entierros
- Erispoe
- Nominoe
- Alan IV, duque de Bretaña

## Edificios

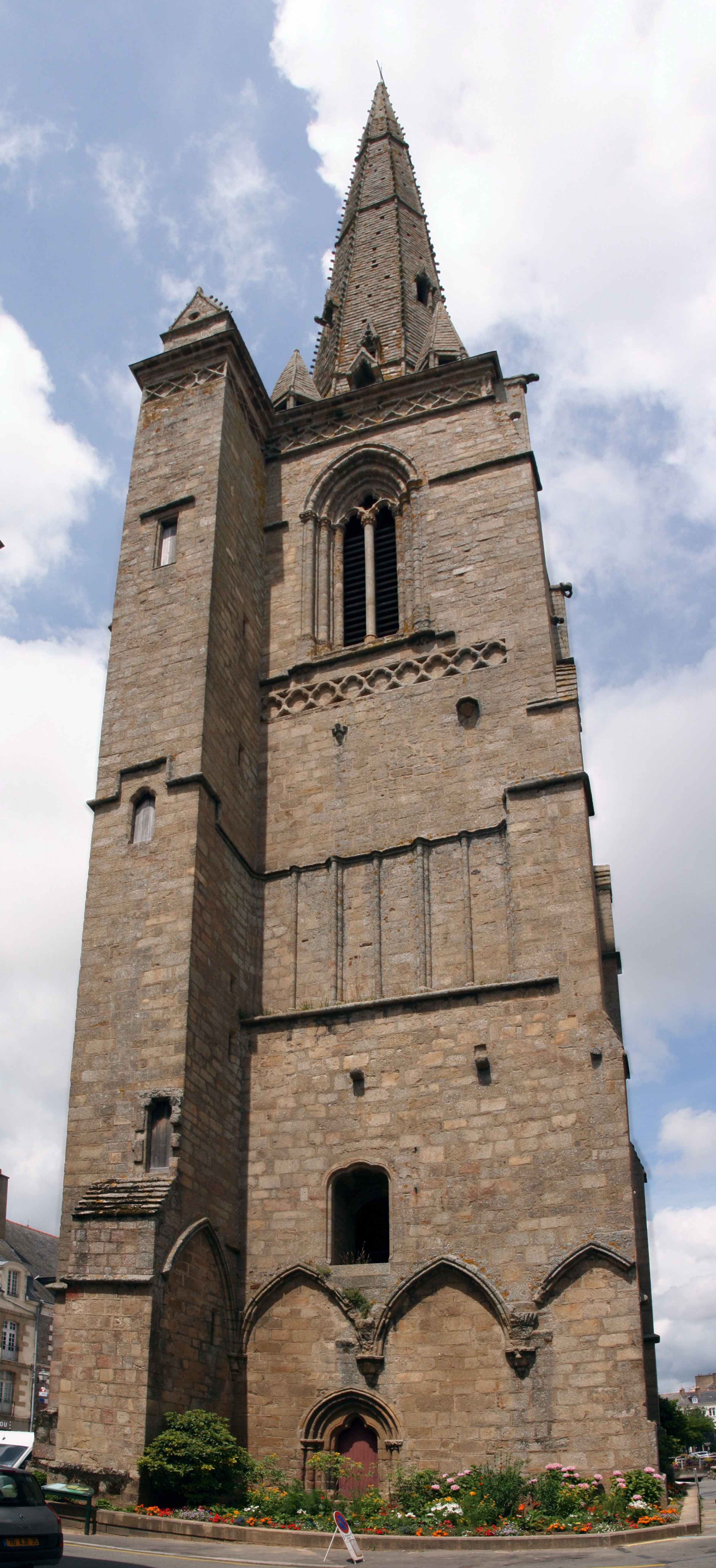
Campanario gótico (2009)

Bajo Conwoïon se construyeron dos iglesias, una dedicada a Cristo Salvador (Sanctus Salvator) y la otra a la Santísima Virgen María. La primera, una construcción románica, fue dedicada el 28 de octubre de 832/833. El altar contenía reliquias de San Epetème o Apodème, obispo de Angers (Hypothemius o Apodemius de Angers) que Convoión había adquirido por medios dudosos. Más tarde, el papa León IV regaló a la abadía las reliquias de San Marcelino de Angers. Desde el año 849, Redon también poseía las reliquias de San Melor de Bretaña.
El monasterio constaba de un dormitorio, una portería, una casa de huéspedes, una enfermería y un jardín, donde trabajó San Condeloc. La antigua sala capitular es ahora una capilla independiente.

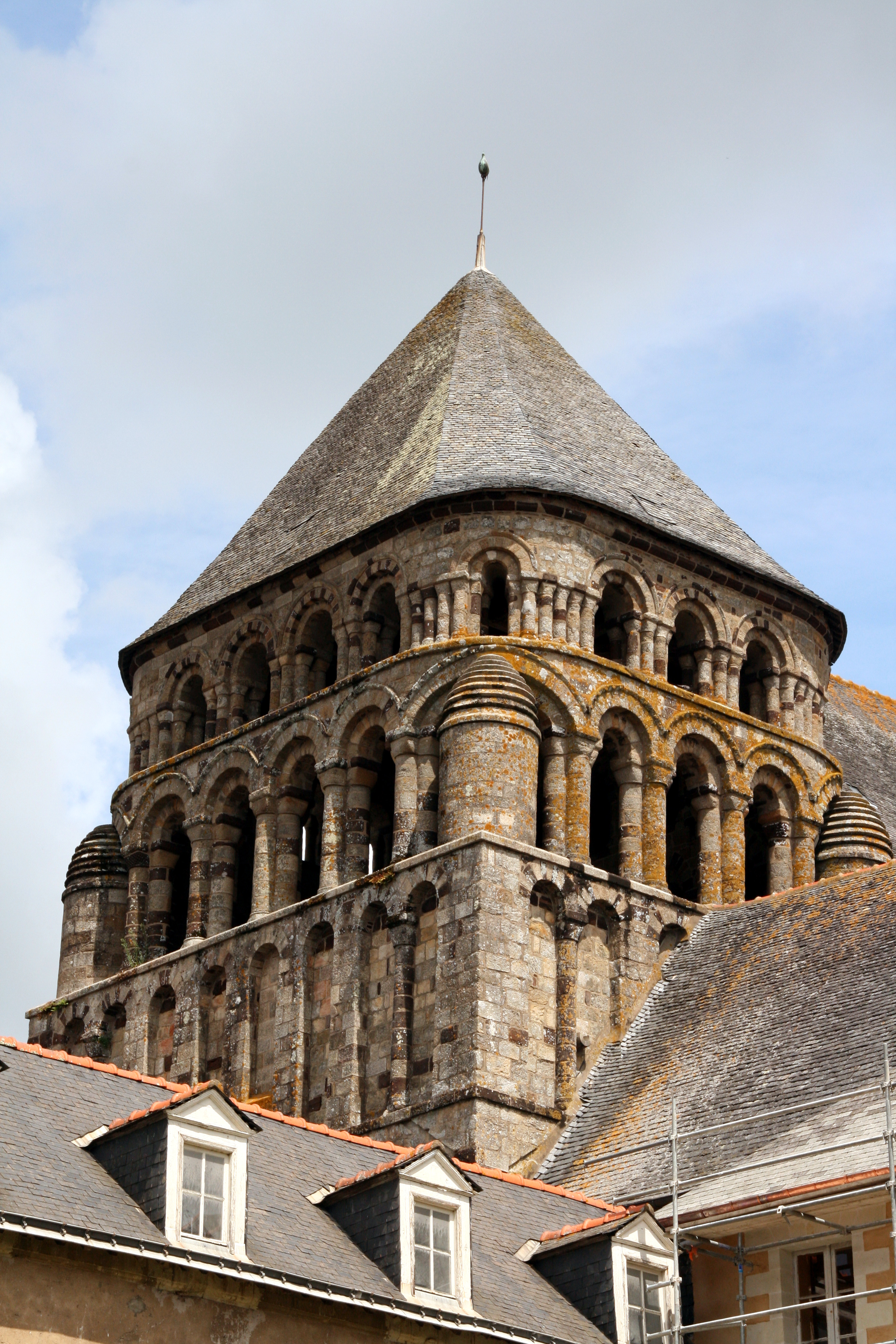
Torre románica (2009)

La torre del crucero y partes del pórtico son románicas, del siglo XI. La nave, con cúpula octogonal, se amplió en el siglo XII en estilo gótico, añadiéndose entonces también el crucero y el claustro . El coro actual es del siglo XIII. Un incendio en 1780 dañó la nave, que se reconstruyó más corta que antes. Esto explica la separación del campanario gótico, que antes del incendio estaba unido al cuerpo de la iglesia. Durante las restauraciones de 1950 se descubrieron frescos medievales. Las vidrieras son contemporáneas.
En el momento de la muerte de Convoión, la abadía aparentemente ya poseía un archivo de varios cientos de documentos. Se han conservado unos 350 manuscritos de este período, pero lo cierto es que entre 1773 y 1856 se perdieron un número indeterminado de piezas (Smith 2001, 373).
El extenso cartulario de Redon Abbey, que contiene copias de documentos desde la fundación hasta el siglo XII, sobrevive y se ha publicado en dos ediciones. Es un registro de gran importancia para la historia de Bretaña.